# Stefan Milošević (calciatore 1996)
Stefan Milošević (in serbo Стефан Милошевић?; Nikšić, 23 giugno 1996) è un calciatore montenegrino, attaccante dell'Europa FC.

## Carriera

### Club
Ha giocato nella prima divisione montenegrina, in quella belga, in quella lettone, in quella israeliana, in quella rumena ed in quella gibilterriana.
In carriera ha giocato complessivamente 10 partite nei turni preliminari di Europa League e Conference League.

### Nazionale
Il 12 ottobre 2018 ha esordito con la nazionale Under-21 montenegrina disputando il match di qualificazione per gli Europei Under-21 2019 contro il Lussemburgo.

## Palmarès

### Club

#### Competizioni nazionali
- Campionato lettone: 1

Riga FC: 2020